# Kulturní ikona

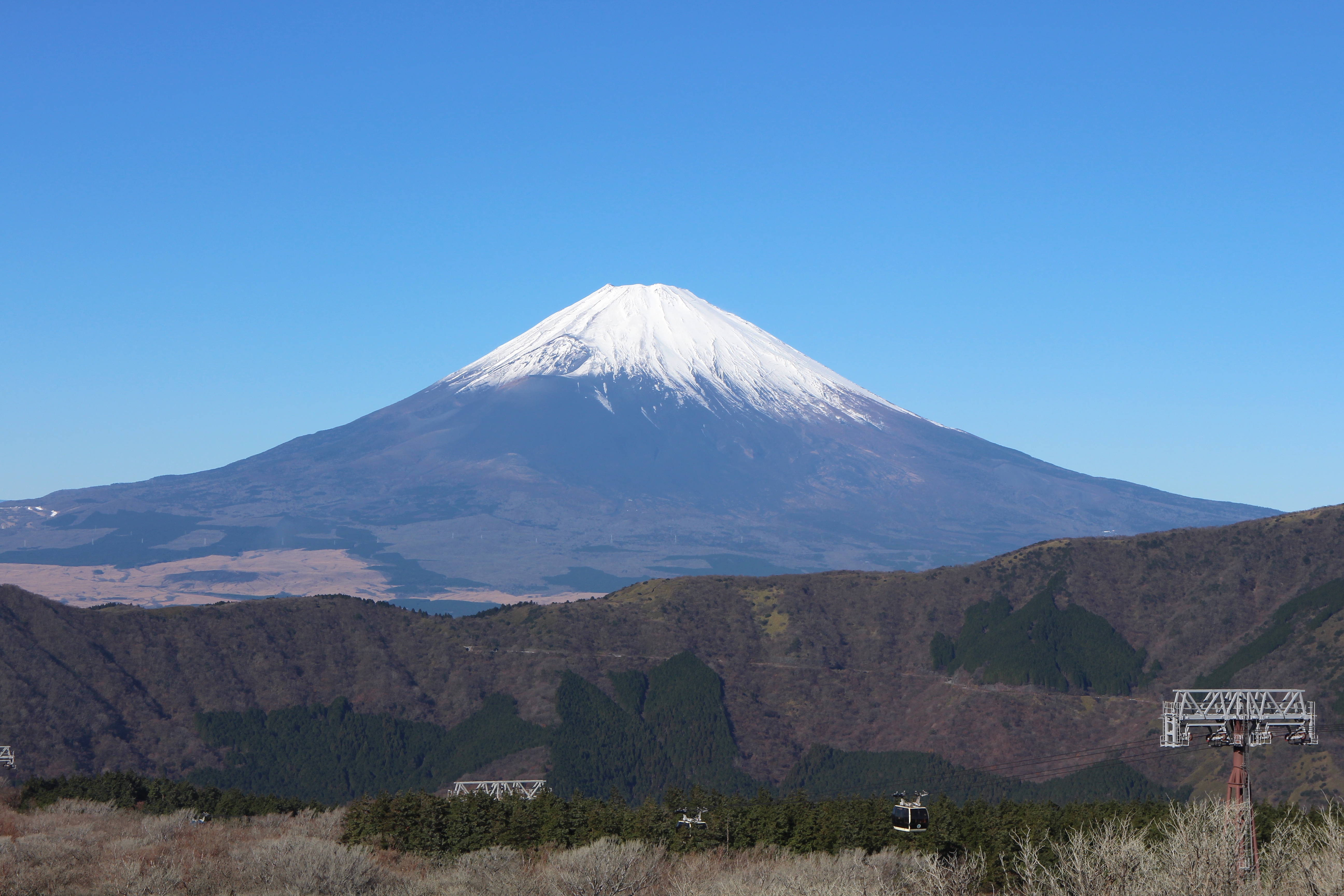
Hora Fudži je běžně označována za kulturní ikonu Japonska

Kulturní ikona je osoba nebo artefakt, který je identifikován členy kultury jako zástupce této kultury. Proces identifikace je subjektivní a „ikony“ se posuzují podle toho, do jaké míry je lze považovat za autentické zástupce této kultury. Když jednotlivci vnímají kulturní ikonu, vztahují ji k jejich obecnému vnímání představované kulturní identity. Kulturní ikony lze také identifikovat jako autentické znázornění praktik jedné kultury druhou.
V médiích bylo mnoho věcí a osob populární kultury nazýváno „ikonickými“ navzdory jejich nenadčasovosti. Termín „popová ikona“ se dnes často používá jako synonymum. Někteří komentátoři se domnívají, že toto slovo je nadužíváno nebo zneužíváno.

## Příklady

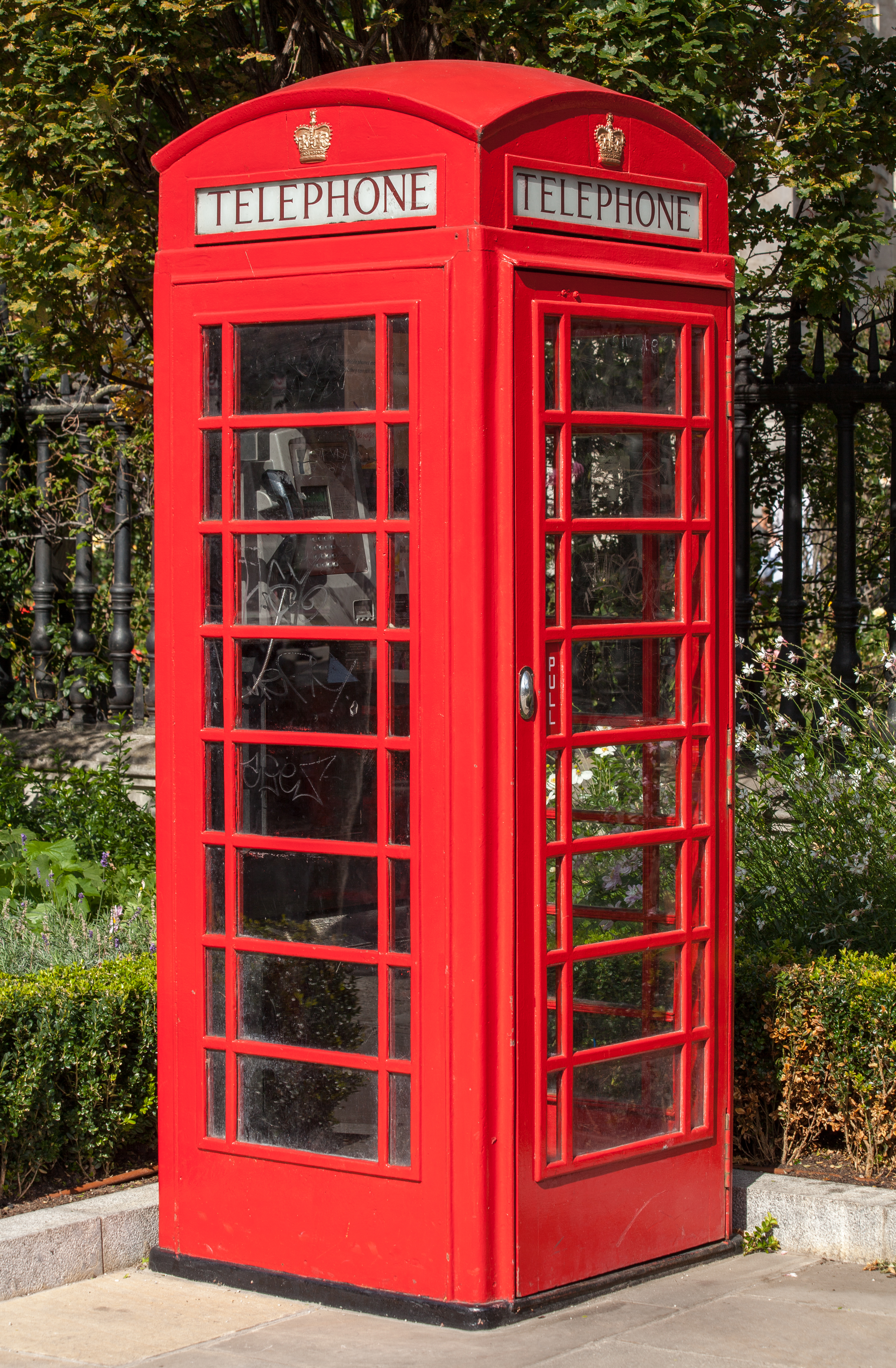
Červená telefonní budka je britská kulturní ikona.

Podle Canadian Journal of Communication popisuje akademická literatura všechny následující jako „kulturní ikony“: William Shakespeare, Oprah Winfreyová, Batman, Anna ze Zeleného domu, kovboj, popová zpěvačka 60. let 20. století, kůň, Las Vegas, knihovna, panenka Barbie, DNA a New York Yankees. V roce 2006 byl udělán webový průzkum, který veřejnosti umožnil nominovat své nápady na národní symboly Anglie a výsledky odrážejí škálu různých typů ikon spojených s anglickým pohledem na anglickou kulturu. Jedním z příkladů je červený dvoupatrový autobus AEC Routemaster London.
Matriošky jsou mezinárodně vnímány jako kulturní ikony Ruska. V bývalém Sovětském svazu představoval symbol srpu a kladiva a sochy Vladimira Lenina nejvýznamnější kulturní ikony země.
Hodnoty, normy a ideály reprezentované kulturní ikonou se liší mezi lidmi, kteří se k ní hlásí, a v širším měřítku mezi ostatními, kteří mohou kulturní ikony interpretovat jako symboly zcela odlišných hodnot. Jablečný koláč je tedy kulturní ikonou Spojených států amerických, ale jeho význam se mezi Američany liší.
Národní ikony se mohou stát terčem těch, kdo se staví proti režimu nebo jej kritizují, příkladem jsou davy ničící sochy Lenina ve východní Evropě po pádu komunismu nebo pálení vlajky Spojených států amerických na protest proti akcím USA v zahraničí.
Kulturními ikonami se mohou stát také náboženské ikony a to ve společnostech, kde jsou náboženství a kultura hluboce propojeny, příkladem je zobrazování Madony ve společnostech se silnou katolickou tradicí.

## Kritika
Popsat něco jako ikonického nebo jako ikonu se v populárních médiích stalo velmi běžným. To vyvolává kritiku. Mark Larson z Christian Examiner označil „ikonický“ za nadužívané slovo. Prý našel více než 18 000 použití „ikonického“ a 30 000 použití „ikony“ v samotných novinách.